# Наполі
«На́полі» (італ. Società Sportiva Calcio Napoli) — італійський футбольний клуб з міста Неаполь. Виступає у вищій італійській лізі («Серія А»). Був заснований 1926 року.
«Наполі» — чотириразовий переможець чемпіонату Італії (1986/87, 1989/90, 2022/23, 2024/25), шестиразовий володар Кубка Італії. На європейській арені клуб має одне вагоме досягнення — перемога в Кубку УЄФА 1988/89. «Наполі» є одним з найсильніших клубів Південної Італії і 4-ю командою країни за кількістю вболівальників.
Починаючи з моменту заснування у 1926 році, клуб кілька разів змінював назву. Спочатку він називався «Асоціація Кальчо Наполі», в 1964 році команда була перейменована в «Società Sportiva Calcio Napoli» і називалася так до 2004 року, коли «Наполі» спіткало банкрутство. Новий президент Ауреліо де Лаурентіс відродив клуб під назвою «Наполі Соккер». У 2006 році він вирішив повернути стару назву — "Società Sportiva Calcio Napoli ".
З 1959 року клуб грає свої домашні матчі на стадіоні «Сан-Паоло». Домашня форма складається з блакитної сорочки, білих шортів та синіх гольфів. Виїзна форма зазвичай складається з білої сорочки, білих або синіх гольфів, білих або синіх шкарпеток. Офіційний гімн клубу «’O surdato ’nnammurato». За клуб виступали такі зірки світового футболу як Дієго Марадона, Джанфранко Дзола, Фабіо Каннаваро, Едінсон Кавані і Гонсало Ігуаїн.

## Історія

### Зародження (1904—1926)
Футбол в Неаполі зародився в 1904 році, коли англійський моряк Вільям Потс, його компаньйон Гектор Байон і неаполітанці Сальсі, Катерина і Конфорді заснували «Naples Foot-Ball Club». Президентом клубу став Амадео Сальсі. Перший матч неаполітанці зіграли з екіпажем англійського корабля «Арабік» і перемогли з рахунком 3:2. У 1906 році з назви зникло слово «Cricket» і клуб став називатися просто «Naples Foot-Ball Club».
Оскільки в попередніх розіграшах чемпіонату Італії клуби з півдня країни участі не брали, «Наплес» продовжував грати з моряками кораблів, що заходили в гавань, або виступав у Кубку Виклику Ліптона, де змагалися клуби Неаполя і Палермо. Двічі (в 1909-му і 1911-му роках) «Наплес» вигравав фінали Кубка. До цього часу кольору форми неаполітанців набули нинішній вид — блакитні майки й білі труси.
У 1912 році один із засновників «Наплес» Гектор Байон вирішив заснувати свій клуб — «Інтернаціонале Наполі». У той же рік «Інтер», як і «Наплес», дебютував у чемпіонаті Італії. Чемпіонат в той час проходив за регіональним принципом і клубам належало суперництво в зоні Кампанії. Але розвитку обох команд завадила Перша світова війна, а незабаром після неї, в 1922 році, клуби об'єдналися в один — «Інтернаплес» (італ. Internaples). Датою заснування нинішнього «Наполі» вважається 1 серпня 1926 року, коли керівники «Інтернаплеса» перейменували команду в «Associazione Calcio Napoli».

### Associazione Calcio Napoli (1926—1964)

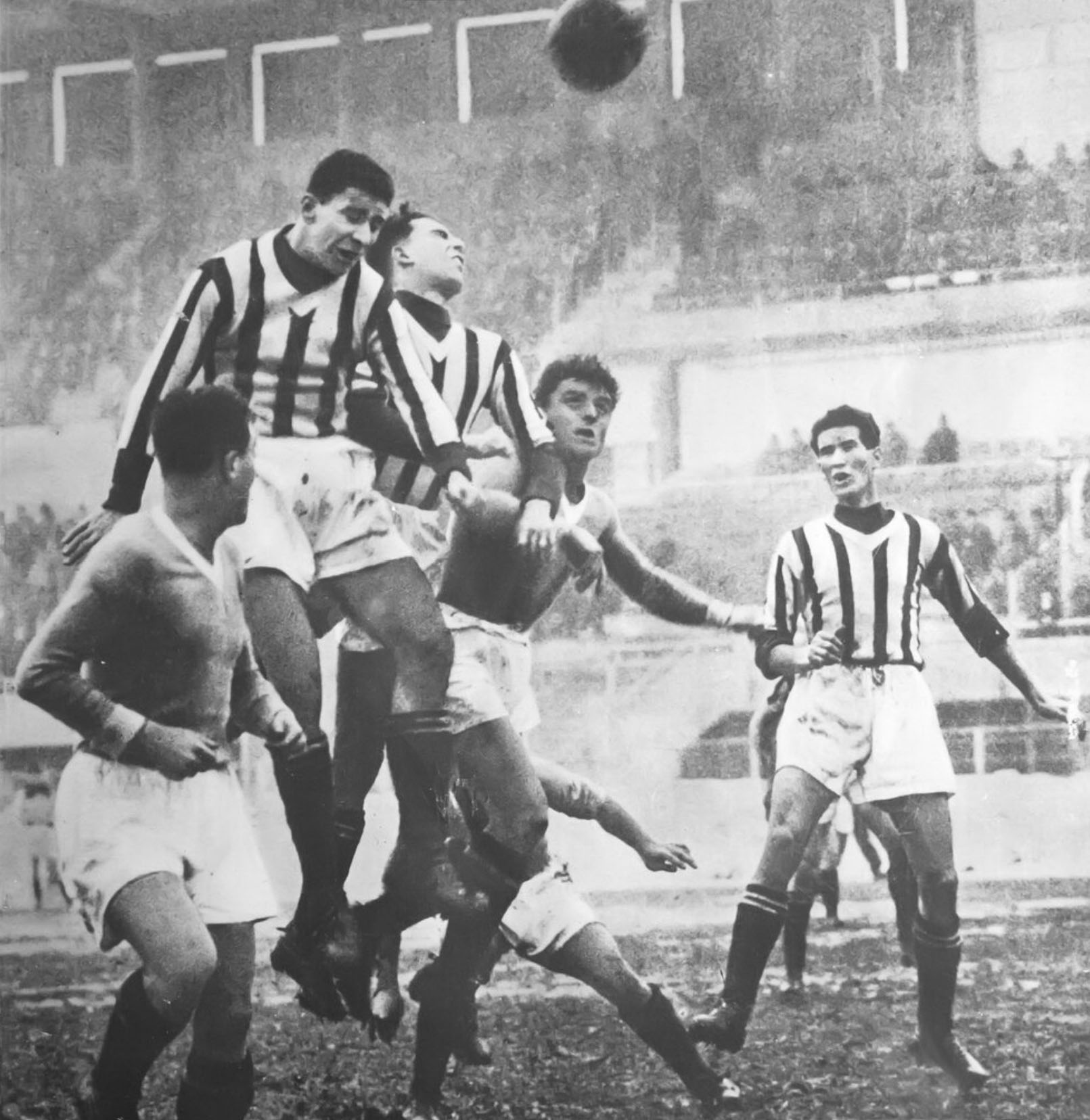
Матч «Ювентус» — «Наполі» у сезоні 1936/37

Перший сезон під новою назвою команда провалила — у своїй групі чемпіонату Італії «Наполі» посіло останнє місце, набравши лише одне очко в 18 матчах. Однак у наступних сезонах клуб заграв успішніше. У ті ж роки в «Наполі» засяяв Аттіліо Саллюстро — перша зірка неаполітанців. Його 108 голів протягом півстоліття були рекордом клубу.

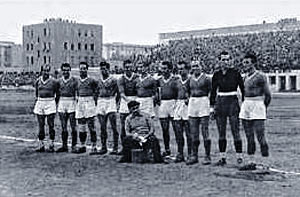
«Наполі» у сезоні 1946/47.

Після створення Серії А «Наполі» увійшло туди й стало виступати під керівництвом відомого англійського тренера Вільяма Гарбатта, який до цього тричі вигравав чемпіонат з «Дженоа». За 6 років роботи «Наполі» Гарбатт створив команду, здатну боротися за місце у верхній частині турнірної таблиці. Двічі команда під його керівництвом займала 3-є місце. На перших ролях у «Наполі» тих років були такі гравці як Арнальдо Сентіменті, Антоніо Вояк і Карло Бускалья. Після відходу Гарбатта в 1935 році справи у клубу пішли гірше і в сезоні 1939/40 «Наполі» не вилетів у Серію В тільки користуючись кращою, ніж в «Лігурії», різниці голів.
Вильоту в Серію Б клубу все ж таки уникнути не вдалося. Це сталося в сезоні 1941/42. Дебютний сезон в Серії B виявився для «Наполі» невдалим — команда зайняла непрохідне третє місце. А через Другу світову війну клуб тимчасово припинив своє існування — з 1943-го по 1945-й роки. Незадовго до цього в 1943 році клуб переїхав зі «Стадіо Джорджіо Аскареллі», на якому грав з 1930 по 1942 роки, зруйнованому в результаті бомбардувань, на «Стадіо Артуро Коланна».
У першому післявоєнному сезоні (1945/46), який був перехідним, команда зайняла перше місце в Центрально-південній зоні й отримала підвищення в Серію А, яка з наступного року відновила свою діяльність. Але другий захід в еліту виявився нетривалим. Після восьмого місця в 1947 році, в 1948 році «Наполі» посіла 18-те місце. Однак, через спроби підкупу гравців «Болоньї», команда була опущена на останнє 21-ше місце і вилетіла в Серію В (той процес увійшов в історію під назвою «Справа Наполі»).
В 1950 році «Наполі» виграв Серію Б і заслужив право грати у вищому дивізіоні. У 50-х команда виступала дуже успішно, рідко опускаючись нижче 10-го місця і кілька разів піднімаючись на 4-ту сходинку. У 1959 році клуб знову переїхав на новий стадіон — «Сан-Паоло», а в 1961 році трапився черговий виліт.

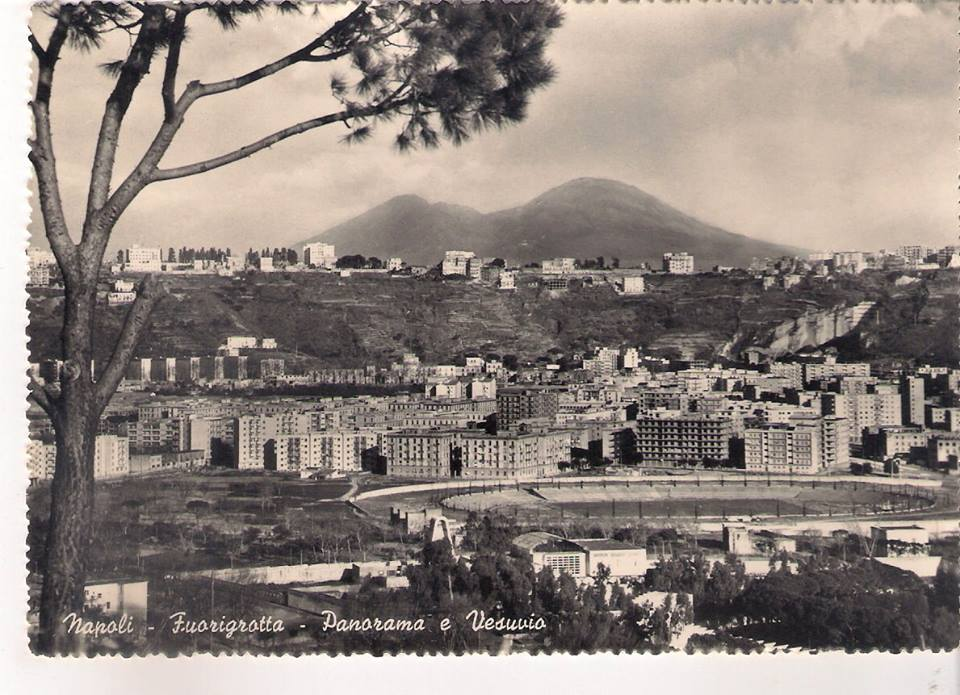
Будівництво стадіону «Сан-Паоло». 1954—1955 роки.

Сезон 1961/62 став феєричним: команда не тільки посіла друге місце в Серії В, що означало підвищення в класі, але і виграла перший трофей — Кубок Італії. «Наполі» став першим клубом Серії В, якому це вдалося. А ось наступний сезон особливої радості не приніс: попри дебют в єврокубках (дійшли до чвертьфіналу Кубка кубків), трапився черговий виліт з еліти.

### Società Sportiva Calcio Napoli (1964—1984)
25 червня 1964 року клуб змінив назву на «Società Sportiva Calcio Napoli». У клубу почалася світла смуга. У 1965 році «Наполі» повернувся в Серію А, в 1966 переміг у Кубку Альп. У чемпіонаті 3 сезони поспіль клуб займав високі місця (3-є, 4-те і 2-ге відповідно), однак виграти чемпіонат у «Наполі» не виходило. У команді виступали популярні футболісти тих років: Діно Дзофф, Жозе Алтафіні, Омар Сіворі. У півзахисті виділявся неаполітанець Антоніо Юліано, який і досі є рекордсменом команди за кількістю проведених матчів.

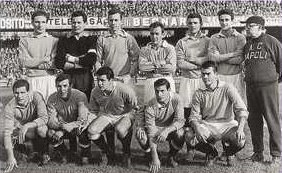
«Наполі» у сезоні 1960/61.

Вдалі виступи «Наполі» продовжилося на початку 70-х років. У сезонах 1970/71 і 1973/1974 клуб займав 3-є місце. Також неаполітанці брали участь у перших розіграшах Кубка УЄФА: у сезоні 1974/75 «Наполі» дійшов до 3-го раунду, пройшовши у 2-му раунді «Порту». В цьому ж сезоні команда в чемпіонаті посіла друге місце, поступившись лише «Ювентусу». У складі «Наполі» не було зірок, але були присутні добротні гравці, такі як Тарчізіо Бурньїч, Лучано Кастелліні і Джузеппе Савольді.
Після того, як в 1976 році «Наполі» виграв Кубок Італії, а потім переміг «Саутгемптон» у Англо-італійському кубку Ліги, клуб отримав право виступати в Кубку володарів кубків сезону 1976/77. У головному європейському клубному змаганні «Наполі» дійшов до півфіналу, де поступився «Андерлехту». У чемпіонаті ж неаполітанці займали, як правило, місця в першій шістці.
1980-ті почалися для «Наполі» вдало — 3-є і 4-те місце в перших двох сезонах, але до 1984 році клуб уже стояв на грані вильоту з Серії А.

### Ера Марадони (1984—1991)
У червні 1984 року президент «Наполі» Коррадо Ферлайно підписав знаменитого аргентинця Дієго Марадону. «Барселона» отримала за гравця 12 млн доларів і на той момент ця угода була рекордною. Надалі склад команди продовжував змінюватися — прийшли такі гравці, як Чіро Феррара, Сальваторе Баньї, Фернандо Де Наполі та інші.
Результат прийшов швидко — в сезоні 1985/86 «Наполі» піднявся на 3-ю сходинку, а ще через рік виграв своє перше «скудетто». Оскільки команди південної Італії ніколи не вигравали чемпіонат, для неаполітанців Марадона став культурною та соціальною іконою.
Наступний чемпіонат Італії сезону 1987/88 «Наполі» закінчив на 2-му місці. У Кубку чемпіонів італійці вилетіли у першій же стадії. Проте вже в наступному році «Наполі» виграв свій перший великий європейський турнір — Кубок УЄФА. Два голи Кареки, а також м'ячі Феррари, Марадони й Алемао принесли клубу перемогу над «Штутгартом».

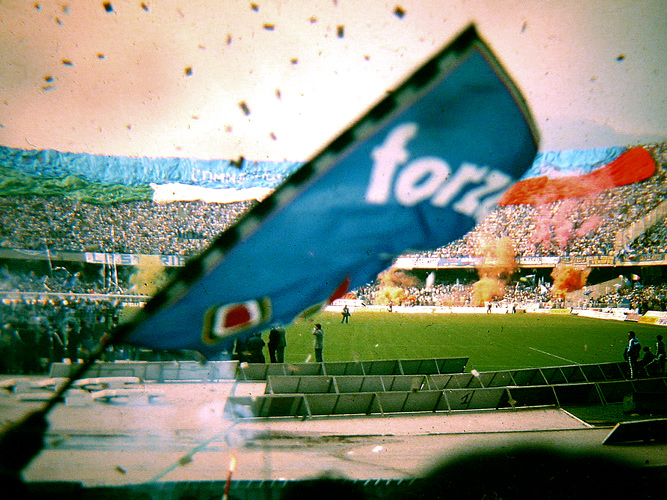
Вболівальники на стадіоні «Сан-Паоло» святкують перше в історії клубу чемпіонство. 10 травня 1987 року.

Після перемоги в Кубку УЄФА з «Наполі» пішов тренер Оттавіо Б'янкі, замість якого прийшов Альбертіно Бігон. При ньому відбулося оновлення складу. Був придбаний Джанфранко Дзола, що став пізніше відомим гравцем. У «Наполі» цей нападник чудово взаємодіяв з Марадоною. Керований Бігоном клуб відразу ж виграв своє другу чемпіонське звання, випередивши на 2 очки «Мілан».
Кінець епохи перемог «Наполі» поклав чемпіонат світу 1990 року. У півфіналі турніру, що проходив саме в Неаполі на стадіоні «Сан Паоло», зустрічалися збірні Аргентини і Італії. Перед матчем Марадона закликав жителів півдня Італії вболівати за аргентинців, помітивши, що мешканці півночі і жителі півдня знаходяться в країні у нерівноправному становищі. Вболівальники «Наполі» відповіли банером: «Дієго, ми тебе любимо, але ми італійці». «Сан Паоло» був єдиним італійським стадіоном, на якому не був обсвистаний аргентинський гімн. Однак відносини Марадони з уболівальниками і керівництвом клубу погіршилися. Гра аргентинця, в порівнянні з минулими сезонами, була не такою яскравою, а сам він думав про перехід в інший клуб. Незабаром ситуація вирішилася несподіваним чином — допінг-тест Дієго показав, що гравець вживав кокаїн. Марадона був дискваліфікований на 15 місяців. У «Наполі» аргентинець більше не грав. Також з клубу пішли президент Ферлайно, тренер Бігон і деякі гравці.
1990 року «Наполі», розгромивши «Ювентус» 5:1, виграв Суперкубок — це був останній трофей клубу в XX столітті.

### Падіння і банкрутство (1991—2004)
Після відходу Марадони «Наполі» перестав бути топкомандою і перетворився на середняка. Клуб поступово втрачав своїх кращих гравців — Дзола і Фабіо Каннаваро пішли в «Парму», Феррара — в «Ювентус», Даніель Фонсека — «Рому». Попри великі втрати, в 1997 році «Наполі» дійшов до фіналу Кубка Італії, але поступився «Віченці». Поступово справи у клубу погіршувалися і підсумком стала дуже слабка гра в сезоні 1997/98 — «Наполі» здобув лише дві перемоги, посівши останнє місце і вилетівши в Серію Б. Через два роки клуб повернувся в Серію А, але лише на сезон.
Початок 21 століття «Наполі» зустрів у Серії Б. У той же час фінансова ситуація в клубі погіршувалася, і до серпня 2004 року борги склали 70 мільйонів євро. «Наполі» був оголошений банкрутом і припинив своє існування.

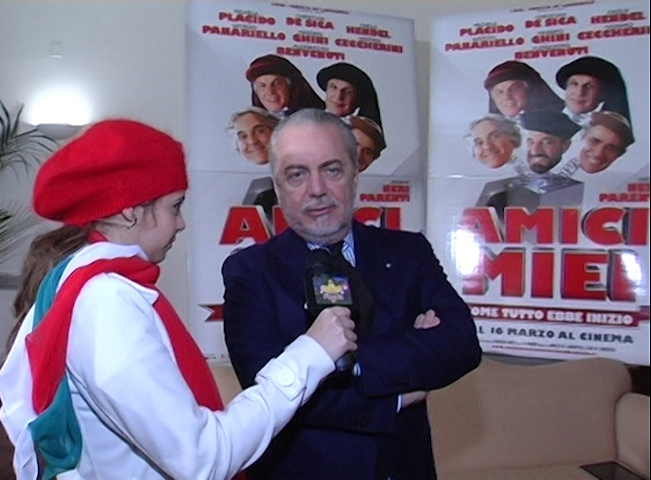
Президент Ауреліо де Лаурентіс, який відродив клуб після банкрутства у 2004 році.

### Відродження і наш час
Зберіг для Неаполя футбол кінопродюсер Ауреліо де Лаурентіс, який відродив клуб під назвою «Napoli Soccer»,. Нова команда була допущена до участі в Серії С1. З першого разу повернутися в Серію Б неї не вийшла — в перехідних матчах сильнішим був «Авелліно».
Клуб заробив підвищення в класі в наступному сезоні. Де Лаурентіс викупив права на історичну назву клубу, емблему та історію. У травні 2006 року команда була знову перейменована в «Società Sportiva Calcio Napoli». Перший же сезон в Серії В «Наполі» завершив на 2-му місці, поступившись тільки «Ювентусу». Це дозволило неаполітанцям повернутися в Серію А. В елітному дивізіоні клуб з ходу зайняв 8-ме місце і отримав право грати в Кубку Інтертото. Яскраво проявили себе новачки клубу — словак Марек Гамшик аргентинець і Есек'єль Лавессі, яких продавати Де Лаурентіс відмовився.
Ставши одним з переможців Кубка Інтертото, «Наполі» потрапив у перший раунд Кубка УЄФА, але одразу ж програв «Бенфіці». У чемпіонаті Італії, незважаючи на вдалий старт, команда посіла лише 12 місце. Тренер Едоардо Рея був відправлений у відставку, на його місце був призначений іменитий фахівець Роберто Донадоні. Незважаючи на підкріплення в літньому трансферному вікні, «Наполі» почав сезон 2009/10 з рядом поганих результатів. Після поразки від «Роми» в жовтні 2009 року Донадоні був звільнений від своїх обов'язків. 

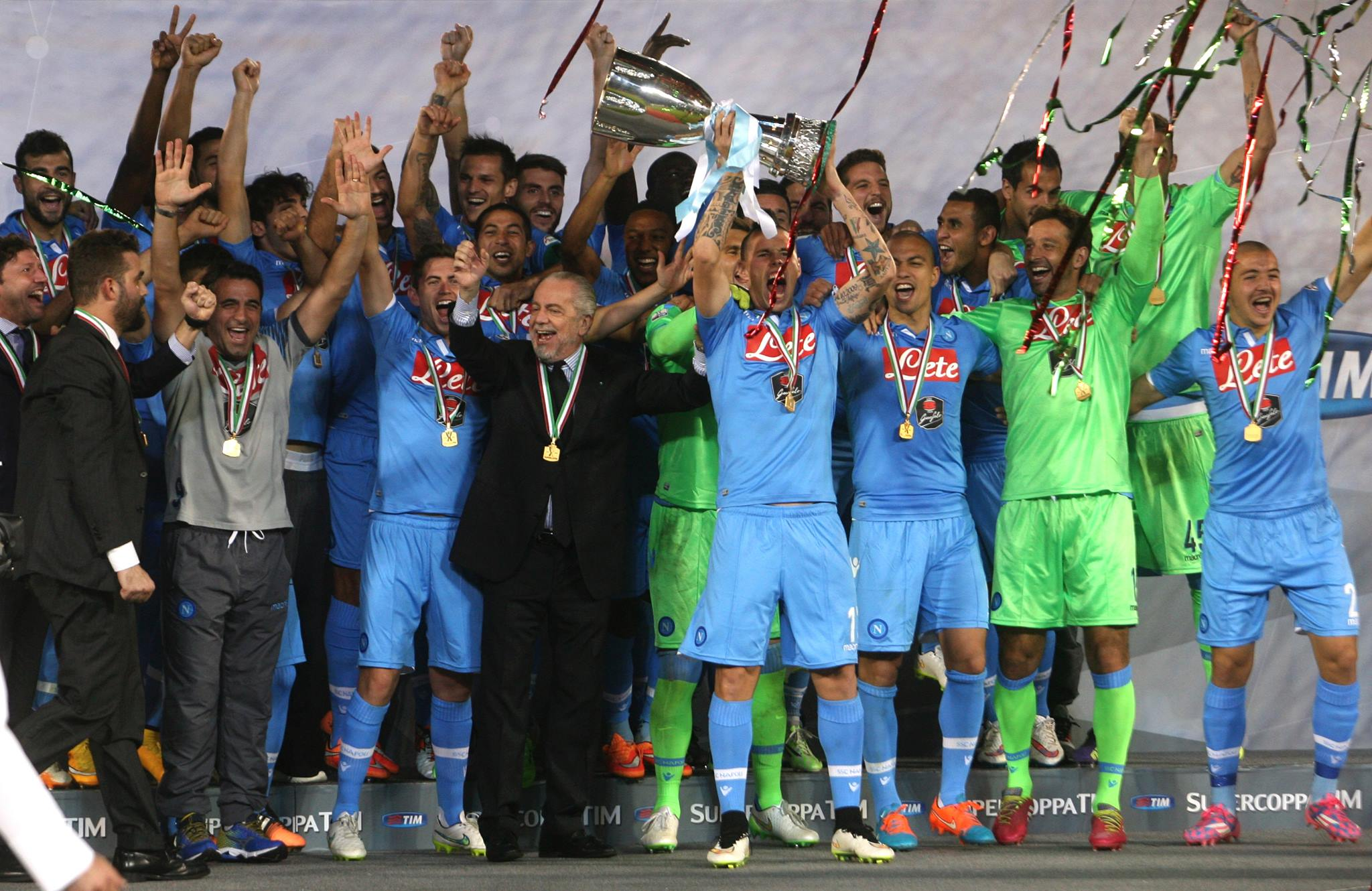
«Наполі» святкує перемогу в Суперкубку Італії. 22 грудня 2014 року.

Після нього на чолі «Наполі» став Вальтер Маццаррі (спортивним директором клубу став Ріккардо Бігон), і саме при ньому клуб зміг виграти перший трофей з 1990 року — Кубок Італії у 2012 році, завдавши у фіналі поразку «Ювентусу», що стало для нього єдиною в сезоні. Також під керівництвом Маццаррі неаполітанці ставали віце-чемпіонами і двічі бронзовими призерами Серії А, пробивалися в плей-оф Ліги чемпіонів. Головною зіркою команди в той період був уругвайський нападник Едінсон Кавані. Після цих успіхів Маццаррі покинув клуб, поступившись своїм місцем іспанському фахівцю Рафаелю Бенітесу. При ньому з'явився в команді аргентинець Гонсало Ігуаїн, який прийшов на заміну Кавані і Лавессі, які пішли в «Парі Сен-Жермен». В перший же сезон Бенітесу вдалося виграти Кубок Італії, а влітку підкріпити цей успіх перемогою в національному Суперкубку. Проте в Серії А «Наполі» виступав нестабільно і, незважаючи на досить високі місця (3-є і 5-те), в реальній боротьбі за чемпіонство участі не брав. У сезоні 2014/15 неаполітанці були близькі до перемоги в Лізі Європи, однак у півфіналі турніру несподівано поступилися українському «Дніпру». По закінченні цього сезону Бенітес покинув «Наполі».

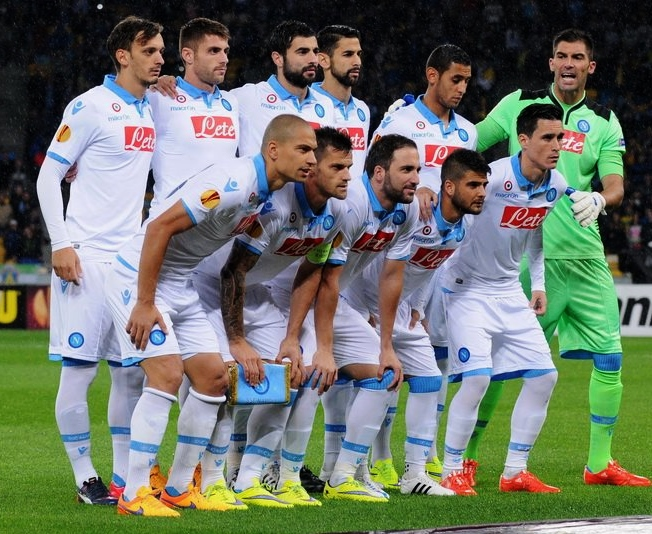
«Наполі» у 2015 році перед матчем з «Дніпром».

На початку червня 2015 року в ЗМІ з'явилася інформація про те, що «Наполі» досяг домовленості з новим тренером Мауріціо Саррі. 11 червня офіційно став головним тренером неаполітанського клубу. На груповому етапі Ліги Європи 2015/16 «Наполі» виграв 6 матчів з 6 і вийшов у плей-оф з першого місця. Також італійський клуб встановив рекорд турніру за кількістю голів, забитих на груповому етапі (22 м'ячі). Після першого кола «Наполі» очолив турнірну таблицю Серії A, ставши так званими «зимовим чемпіоном». Це вдалося команді вперше з сезону 1989/90. Варто відзначити, що саме в тому сезоні «партенопейці» в останній раз ставали чемпіонами. В 1/16 фіналу Ліги Європи за сумою двох зустрічей поступилися іспанському «Вільярреалу» (0:1 в гостях; 1:1 вдома). У чемпіонаті Італії зайняли 2-ге місце, набравши 82 очки. Від «Ювентуса», який став чемпіоном, відстали на 9 очок.
У травні 2016 року Саррі продовжив контракт з «Наполі» до літа 2020 року і отримав приз «Золота лава», який вручається найкращому тренеру сезону. У сезоні 2016/17 зайняли 3-є місце в чемпіонаті, набравши 86 очок. У Лізі чемпіонів потрапили в одну групу (група B) з португальською «Бенфікою», турецьким «Бешикташем» та київським «Динамо» і вийшли в плей-оф. В 1/8 фіналу поступилися мадридському «Реалу».

## Склад команди
Станом на 20 липня 2025
| №  | Поз. | Нац.      | Гравець               |
| -- | ---- | --------- | --------------------- |
| 1  | ВР   | Італія    | Алекс Мерет           |
| 4  | ЗХ   | Італія    | Алессандро Буонджорно |
| 5  | ЗХ   | Бразилія  | Жуан Нуніс Жезус      |
| 6  | ПЗ   | Шотландія | Біллі Гілмор          |
| 7  | НП   | Бразилія  | Давід Нерес           |
| 8  | ПЗ   | Шотландія | Скотт Мактоміней      |
| 9  | НП   | Бельгія   | Ромелу Лукаку         |
| 11 | ПЗ   | Бельгія   | Кевін Де Брейне       |
| 13 | ЗХ   | Косово    | Амір Ррахмані         |
| 17 | ЗХ   | Уругвай   | Матіас Олівера        |
| 18 | НП   | Аргентина | Джованні Сімеоне      |
| 21 | НП   | Італія    | Маттео Політано       |

| №  | Поз. | Нац.       | Гравець                              |
| -- | ---- | ---------- | ------------------------------------ |
| 22 | ЗХ   | Італія     | Джованні Ді Лоренцо (капітан)        |
| 26 | НП   | Бельгія    | Сіріль Нгонге                        |
| 29 | ПЗ   | Італія     | Луіс Хаса                            |
| 30 | ЗХ   | Італія     | Паскуале Маццоккі                    |
| 35 | ЗХ   | Італія     | Лука Маріануччі                      |
| 37 | ЗХ   | Італія     | Леонардо Спінаццола                  |
| 68 | ПЗ   | Словаччина | Станіслав Лоботка                    |
| 70 | НП   | Нідерланди | Ноа Ланг                             |
| 81 | НП   | Італія     | Джакомо Распадорі                    |
| 99 | ПЗ   | Камерун    | Франк Ангісса                        |
|    | НП   | Італія     | Лоренцо Лукка (в оренді з «Удінезе») |

## Президенти
Нижче дано список всіх президентів в історії «Наполі» (з 1926 року по наш час). Всі президенти клубу мали італійське громадянство.
| Ім'я               | Роки      |
| ------------------ | --------- |
| Джорджіо Аскареллі | 1926-1927 |
| Густаво Дзінзаро   | 1927-1928 |
| Джіованні Мареска  | 1928-1929 |
| Джорджіо Аскареллі | 1929-1930 |
| Віченцо Саварезе   | 1932-1936 |
| Акілле Лауро       | 1936-1940 |
| Томмазо Леонетті   | 1940-1941 |
| Луїджі Пісцітеллі  | 1941-1943 |
| Аннібал Ф'єнга     | 1943-1945 |
| Віченцо Саварезе   | 1945-1946 |

| Ім'я             | Роки      |
| ---------------- | --------- |
| Паскуале Руссо   | 1946-1948 |
| Ежидіо Муссоліно | 1948-1951 |
| Альфонсо Куомо   | 1951-1952 |
| Акілле Лауро     | 1952-1954 |
| Альфонсо Куомо   | 1954-1963 |
| Луїджі Скуотто   | 1963-1964 |
| Роберто Фіоре    | 1964-1967 |
| Джоакіно Лауро   | 1967-1968 |
| Антоніо Корціоне | 1968-1969 |
| Коррадо Ферлайно | 1969-1971 |
| Етторе Саккі     | 1971-1972 |

| Ім'я                       | Роки      |
| -------------------------- | --------- |
| Коррадо Ферлайно           | 1972-1983 |
| Маріно Бранкаччіо          | 1983      |
| Коррадо Ферлайно           | 1983-1993 |
| Еллен Ф. Галло             | 1993-1995 |
| Віченцо Січіано ді Колелла | 1995-1996 |
| Жан Марко Інноченті        | 1997-1998 |
| Федеріко Скаліньї          | 1999-2000 |
| Джорджіо Корбеллі          | 2000-2002 |
| Сальваторе Нальді          | 2002-2004 |
| Ауреліо де Лаурентіс       | 2004-     |

## Досягнення
- Серія A

 Чемпіон Італії — 4 рази: 1987, 1990, 2023, 2025
 Віце-чемпіон Італії — 8 разів: 1968, 1975, 1988, 1989, 2013, 2016, 2018, 2019
 Бронзовий призер чемпіонату Італії — 10 разів:  1934, 1966, 1971, 1974, 1981, 1986, 2011, 2014, 2017, 2022
- Кубок Італії

 Володар — 6 разів: 1962, 1976, 1987, 2012, 2014, 2020
 Фіналіст — 4 рази: 1972, 1978, 1989, 1997
- Суперкубок Італії

 Володар — 2 рази: 1990, 2014
 Фіналіст — 3 рази: 2012, 2020, 2023
- Кубок УЄФА / Ліга Європи УЄФА:

 Володар — 1 раз: 1989
 Півфіналіст — 1 раз: 2015
- Кубок володарів кубків

 Півфіналіст — 1 раз: 1977

## Вболівальники

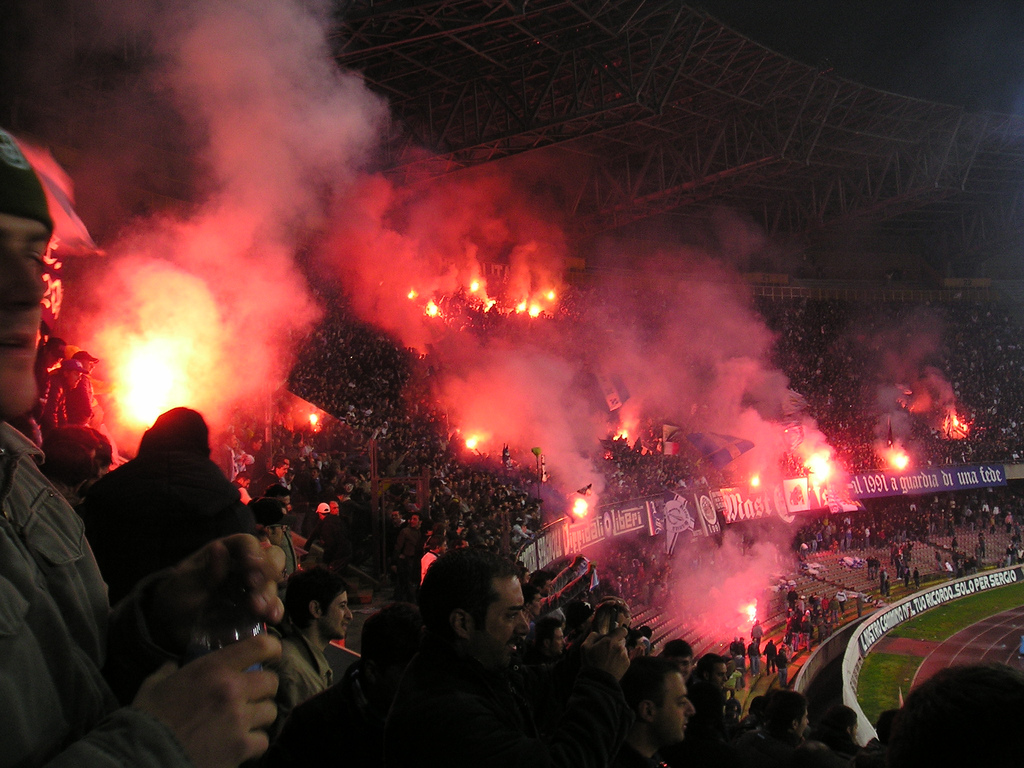
Ультрас «Наполі» на стадіоні «Сан Паоло»

«Наполі» займає четверте місце за популярністю в Італії. Згідно з дослідженнями газети «La Repubblica» 8 % італійських вболівальників підтримують цю команду. Також, за оцінками клубу, за нього вболіває близько 5-6 мільйонів уболівальників за межами Італії.

### Суперники
| - «Барі» - «Кальярі» - «Лаціо» - «Лечче» | - «Реджина» - «Рома» - «Верона» - «Сампдорія» |

У «Наполі» кілька непримиренних суперників, найважливіший з них — «Рома». Матчі між цими командами носять назву «Derby del Sole» (Сонячне дербі). Найбільшого напруження вони досягали у 80-ті роки. Важливими суперниками вважаються «Лаціо» та «Еллас Верона», а також інші клуби з Кампанії — «Салернітана» та «Авелліно». Три титулованих і популярних клуби з півночі Італії — «Інтернаціонале», «Ювентус» та «Мілан» не вважаються відкритими ворогами неаполітанців, але стосунки між фанатами клубів погані.

### Друзі
| - «Анкона» - «Герта» - «Дженоа» - «Кавезе» | - «Катанія» - «Мессіна» - «Палермо» - «Реал Мадрид» |

Ультрас «Наполі» мають традиційно гарні відносини з уболівальниками «Дженоа». Коріння цих відносин сягають 1982 року, коли у матчі останнього туру чемпіонату Італії ці команди зіграли внічию — 2-2, що дозволило «Дженоа» врятуватися від вильоту в Серію. Також фани «Наполі» дружньо ставляться до вболівальників команд півдня Італії: «Анкони», «Палермо», «Катанії» та «Мессіни».

## Рекорди клубу
Рекорд за кількістю проведених за «Наполі» матчів належить Мареку Гамшику — 520, а рекорд за кількістю забитих м'ячів — Дрісу Мертенсу — 125. Гравцям «Наполі» вдавалося стати найкращим бомбардиром чемпіонату Італії тричі. Це зробили Дієго Марадона в сезоні 1987—1988, забивши 15 м'ячів, Едінсон Кавані в сезоні 2012—2013 з 29 голами і Гонсало Ігуаїн, який у сезоні 2015—16 зумів відзначитися 36 разів і тим самим стати найкращим бомбардиром турніру за всю історію існування.
Найбільша перемога в історії клубу відбулася в сезоні 1955—1956. З рахунком 8-1 була обіграна «Про Патрія». Найбільшої поразки «Наполі» завдав «Торіно» (0-11) в сезоні 1927—1928.

### Рекордсмени за кількістю ігор і голів
Нижче подані списки лідерів «Наполі» за кількістю проведених матчів і забитих м'ячів.

станом на 8 серпня 2020 року.
|     | Ім'я                 | Період               | Матчі |
| --- | -------------------- | -------------------- | ----- |
| 1   | Марек Гамшик         | 2007-2019            | 520   |
| 2   | Джузеппе Брусколотті | 1972-1988            | 511   |
| 3   | Антоніо Юліано       | 1962-1978            | 505   |
| 4   | Морено Ферраріо      | 1977-1988            | 396   |
| 5-6 | Хосе Марія Кальєхон  | 2013-2020            | 349   |
| 5-6 | Лоренцо Інсіньє      | 2009-2010, 2012-     | 349   |
| 7   | Чіро Феррара         | 1984-1994            | 322   |
| 8   | Дріс Мертенс         | 2013-                | 322   |
| 9   | Крістіан Маджо       | 2008-2018            | 308   |
| 10  | Паоло Каннаваро      | 1998-1999, 2006-2014 | 278   |

|    | Ім'я             | Період           | Голи |
| -- | ---------------- | ---------------- | ---- |
| 1  | Дріс Мертенс     | 2013-            | 125  |
| 2  | Марек Гамшик     | 2007-2019        | 121  |
| 3  | Дієго Марадона   | 1984-1991        | 115  |
| 4  | Аттіла Саллустро | 1926-1937        | 108  |
| 5  | Едінсон Кавані   | 2010-2013        | 104  |
| 6  | Антоніо Вояк     | 1929-1935        | 103  |
| 7  | Жозе Альтафіні   | 1965-1972        | 97   |
| 8  | Карека           | 1987-1993        | 95   |
| 9  | Гонсало Ігуаїн   | 2013-2016        | 91   |
| 10 | Лоренцо Інсіньє  | 2009-2010, 2012- | 90   |

Жирним виділені футболісти, які продовжують виступи за клуб.

## Кольори, прізвиська та емблеми
Оскільки Неаполь є прибережним містом, в кольорах «Наполі» завжди був присутній блакитний — колір води Неаполітанської затоки. У часи «Наплеса» форма являла собою вертикальні смужки синього і темно-синього кольору. Незабаром клуб змінив смугасту форму на звичну блакитну, після чого за клубом закріпилося прізвисько «azzurri» (блакитні). З тих пір форма команди значних змін не зазнала.
| Дебютний сезон1926-27 | Білий з синьою смужкою (1964-1965) | Чемпіон Італії (1986-1987; 1989-1990) | Аргентинський стиль (2002—2003) |  | Аргентинський стиль (2005—2006) | Сезон2022-23 |

Інше широко відоме прізвисько «Наполі» — «I ciucciarelli» (маленькі осли). Прізвисько зародилося після провального сезону 1926/27. На гербі «Наполі» тих часів був зображений вороний кінь — символ Неаполя, але після невдалого виступу клубу лунали заклики не ганьбити символ міста, а керівництво та гравців команди називали віслюками. Прізвисько, спочатку образливе, незабаром закріпилася за «Наполі», а талісманом клубу став віслюк.
В емблемі «Наполі» майже завжди присутня літера N, поміщена в коло. Її ідея належить «Интераплесу», попереднику «Наполі». З роками дизайн емблеми значних змін не зазнав — змінювався колір літери N (з золотого на білий), а для основного фону використовувалися різні відтінки синього. Також деякий час навколо N було написано назву клубу.

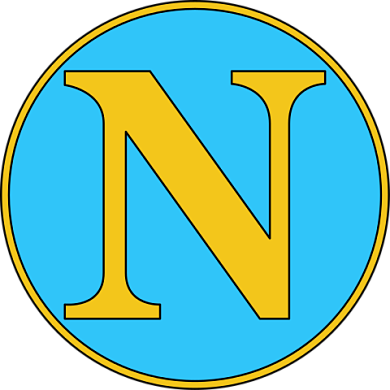
Герб, що використовувався з 1928 до 25 червня 1964 року
Логотип клубу у 2002—2004 роках
Логотип клубу Napoli Soccer з 6 вересня 2004 по 23 травня 2006 року
Нинішній логотип клубу з 23 травня 2006 року

Третє прізвисько «Наполі» — партенопейці (італ. Partenopei). Так само часто називають і жителів Неаполя. У грецькій міфології Парфенопа — одна з сирен, яка намагалася знищити своєю піснею Одіссея і його супутників, що, однак, їй не вдалося. Засмучена тим, що її пісня виявилася непоміченою сирена втопилася, а її тіло море винесло до берега Неаполя. За переказами біля її могили і був побудований Неаполь, а його давня назва — Парфенопея.

### Спонсори і виробники екіпірування
| Роки      | Виробник форми | Титульний спонсор                                           |
| --------- | -------------- | ----------------------------------------------------------- |
| 1978-1980 | Puma           | Відсутній                                                   |
| 1981-1982 | Puma           | Snaidero                                                    |
| 1981-1981 | NR             | Snaidero                                                    |
| 1982-1983 | NR             | Cirio                                                       |
| 1983-1984 | NR             | Latte Berna                                                 |
| 1984-1985 | Linea Time     | Cirio                                                       |
| 1985-1988 | NR             | Buitoni                                                     |
| 1985-1991 | NR             | Mars                                                        |
| 1991—1994 | Umbro          | Voiello                                                     |
| 1994—1996 | Lotto          | Record Cucine                                               |
| 1996—1997 | Lotto          | Centrale del Latte di Napoli                                |
| 1997—1999 | Nike           | Polenghi                                                    |
| 1999—2000 | Nike           | Peroni                                                      |
| 2000—2003 | Diadora        | Peroni                                                      |
| 2003—2004 | Legea          | Russo Cicciano                                              |
| 2004—2006 | Kappa          | Sky Captain / Christmas in Love / Manuale d ' amore / Mandi |
| 2005—2006 | Kappa          | Lete                                                        |
| 2006—2009 | Diadora        | Lete                                                        |
| 2009—2011 | Macron         | Lete                                                        |
| 2011—2014 | Macron         | Lete / MSC Cruise (Тільки Ліга чемпіонів і Ліга Європи)     |
| 2014      | Macron         | Lete-Pasta Garofalo (Тільки Ліга чемпіонів і Ліга Європи)   |
| 2015      | Kappa          | Lete-Pasta Garofalo (Тільки Ліга чемпіонів і Ліга Європи)   |

## Стадіони

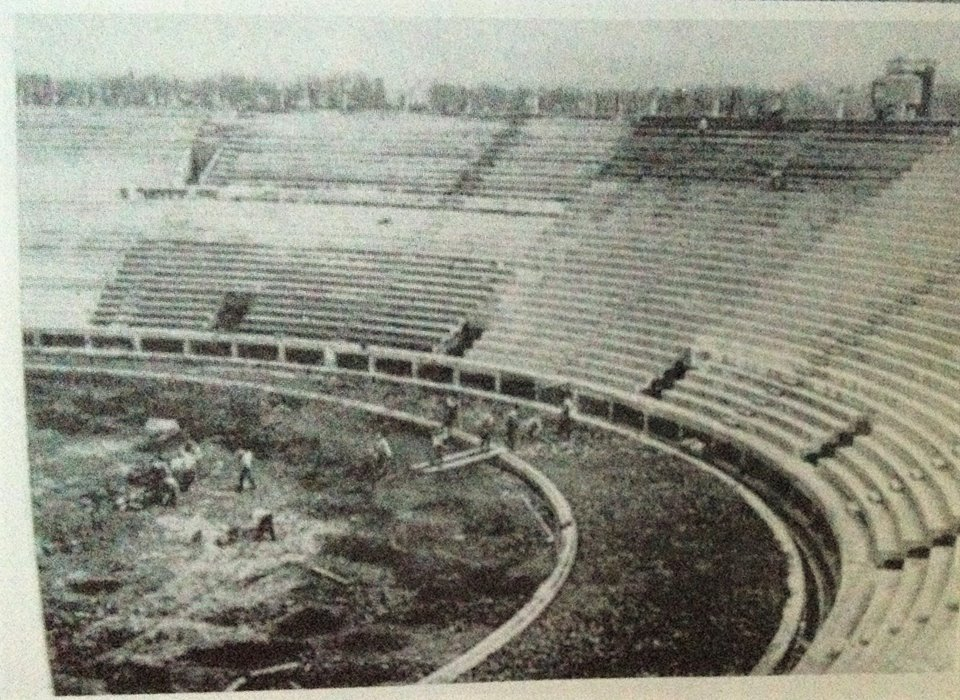
«Аскареллі» у 1930-ті роки.

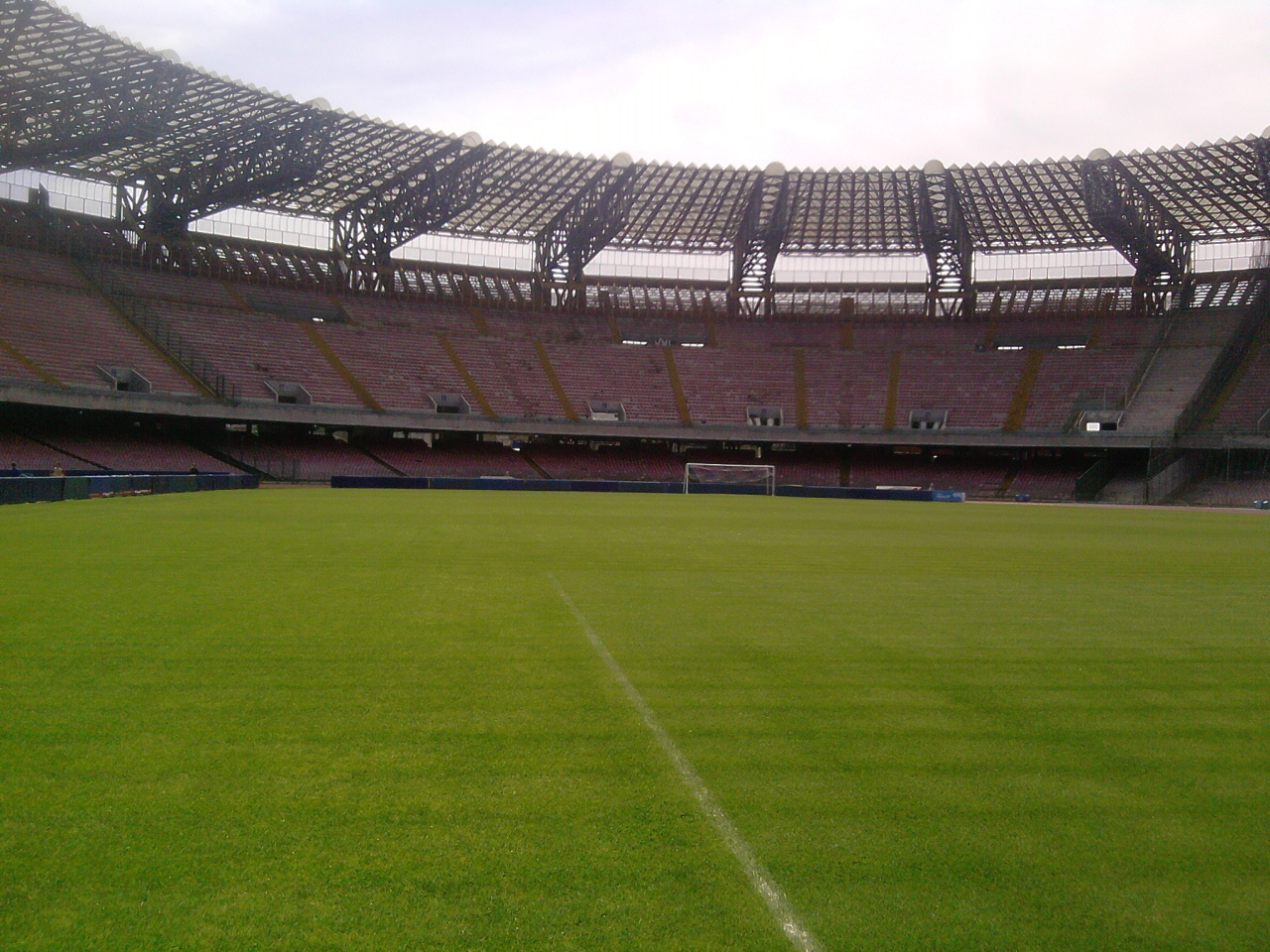
«Сан-Паоло»

За час свого існування домашніми стадіонами «Наполі» були 5 арен:
- «Ареначчіа» (Stadio Militare-Arenaccia): з 1926 по 1929 рік
- «Артуро Коллана» (Stadio Arturo Collana): із 1929 по 1930; з 1933 по 1934; з 1942 по 1943; з 1946 по 1949 рік
- «Аскареллі» (Stadio Ascarelli): із 1929 по 1930; з 1934 по 1942 рік
- «Сан-Паоло» (Stadio San Paolo): з 1959 року

### «Сан Паоло»
На стадіон «Сан-Паоло «Наполі» переїхав у 1959у. Арена вміщує 60 240 глядачів і є 3-м (після «Сан-Сіро» та «Стадіо Олімпіко») по місткості стадіоном Італії. «Сан Паоло» був одним із стадіонів, які брали участь у чемпіонаті світу 1990. Саме на цій арені відбувся півфінальний матч між Аргентиною і Італією, який мав вплив на історію неаполітанського клубу.

## Єврокубки
| Турнір                                             | М   | В  | Н  | П  | ГЗ  | ГП  |
| -------------------------------------------------- | --- | -- | -- | -- | --- | --- |
| Кубок Європейських чемпіонів / Ліга чемпіонів УЄФА | 22  | 12 | 5  | 5  | 34  | 23  |
| Ліга Європи УЄФА / Кубок УЄФА                      | 78  | 29 | 24 | 25 | 95  | 89  |
| Кубок Кубків УЄФА                                  | 17  | 9  | 4  | 4  | 23  | 16  |
| Кубок Інтертото                                    | 2   | 2  | 0  | 0  | 4   | 0   |
| Кубок ярмарків                                     | 20  | 11 | 4  | 5  | 30  | 24  |
| Всього                                             | 139 | 63 | 37 | 39 | 184 | 152 |

Останнє оновлення: 24 серпня 2017
Джерело: napolistat.it [Архівовано 9 травня 2017 у Wayback Machine.]